# Accident ferroviaire de Kamina
L’accident ferroviaire de Kamina est survenu le 22 avril 2014 lorsqu’un train de marchandises de la Société nationale des chemins de fer du Congo (SNCC) a déraillé à proximité de cette localité du Katanga, dans le Sud-Est de la république démocratique du Congo. Selon le dernier bilan rendu public six jours plus tard (28 avril) par Felix Kabange Numbi, ministre de la Santé publique, la catastrophe a fait 74 morts et 163 blessés, tous voyageurs irréguliers.
Le nombre de victimes a été l'objet d'estimations contradictoires : après les 57 morts annoncées au lendemain des faits par le ministre de l'Information, Lambert Mende, le bilan provisoire a été revu à la hausse, passant du simple au double suivant les sources. De même, les premières hypothèses sur les causes de l'accident ont évoqué tantôt, pour le gouvernement, un emballement de la locomotive récemment acquise, tantôt, chez d'autres, les wagons de marchandises surchargés de centaines de passagers.